# The Palisadoes
The Palisadoes är en landtunga i Jamaica.   Den ligger i parishen Kingston, i den östra delen av landet, 7 km sydost om huvudstaden Kingston.
Terrängen inåt land är platt västerut, men åt nordost är den kuperad. Havet är nära The Palisadoes söderut.  Närmaste större samhälle är Kingston, 7,3 km nordväst om The Palisadoes. 